# Оракзай
Оракзай (урду ضلع اورکزئی‎) — округ области Кохат провинции Хайбер-Пахтунхва Исламской Республики Пакистан. Площадь 1800 км². Население 450 000 человек (1998)

## Военная операция в Оракзаи
23 марта 2010 года пакистанские войска начали военную операцию в Оракзаи, под руководством генерала Сухопутных войск Пакистана — Тарик Хана. 1 июня, этого же года, пакистанские власти объявили об окончательной победе над Талибами в данном агентстве. Однако, несмотря на это заявление, вооруженные стычки продолжаются по сей день.